# Дача (Брашов)
Дача (рум. Dacia) насеље је у Румунији у округу Брашов у општини Жиберт. Oпштина се налази на надморској висини од 474 m.

## Становништво
Према подацима из 2002. године у насељу је живело 671 становника.

### Попис2002.
| Расподела становништва по националности 2002.‍ | Расподела становништва по националности 2002.‍ | Расподела становништва по националности 2002.‍ | Расподела становништва по националности 2002.‍ | Расподела становништва по националности 2002.‍ |
| --------------------------------------------- | --------------------------------------------- | --------------------------------------------- | --------------------------------------------- | --------------------------------------------- |
|                                               |                                               |                                               |                                               |                                               |
| Румуни                                        | Румуни                                        |                                               | 418                                           | 62,8%                                         |
| Мађари                                        | Мађари                                        |                                               | 16                                            | 2,4%                                          |
| Роми                                          | Роми                                          |                                               | 232                                           | 34,8%                                         |